# 13370 Júliusbreza
(13370) Júliusbreza, denumire internațională (13370) Juliusbreza, este un asteroid din centura principală de asteroizi.

## Descriere
13370 Júliusbreza este un asteroid din centura principală de asteroizi. A fost descoperit pe 7 noiembrie 1998 la Modra de Peter Kolény și Leonard Kornoš. Asteroidul prezintă o orbită caracterizată de o semiaxă mare de 2,19 ua, o excentricitate de 0,19 și o înclinație de 5,7° în raport cu ecliptica.